# 임명환
임명환(1932년 8월 27일~)은 대한민국의 정치인이다. 제39·40대 완주군수를 역임하였다.

## 역대 선거 결과
|  | 64.07% |

|  | 58.81% |

|  | 26.89% |

| 전임 채진묵 | 제39·40대 전라북도 완주군수 1995년 7월 1일~2002년 6월 30일 | 후임 최충일 |